# 異宗婚
異宗婚（いしゅうこん、羅: mātrimōnium mixtum [maː.t̪rɪˈmoː.n̪i.ʊ̃ˑ ˈmɪkst̪ʊ̃ˑ]、仏: mariage interreligieux [ma.ʁjaʒ ɛ̃.tɛʁ.ʁə.li.ʒjø]、独: interreligiöse Ehe [ˌɪntɐʁeliˈɡi̯øːzə ˈeːə]、英: Interfaith marriage [ˌɪntəˈfeɪ̯θ ˈmæɹɪd͡ʒ]）は、異なる宗教に属する者同士の結婚。これを禁じる宗教や制限を加える宗教がある。

## ユダヤ教
伝統的には否定的である。しかし、改宗手続きを経た人物はユダヤ人であるので、ユダヤ教への改宗手続きを経れば結婚が可能になる。

## キリスト教
禁じる教派がある。

## イスラム教
男性が啓典の民の女性と結婚するのは認める。女性がムスリム以外と結婚するのは認めない。